# Polystachya shega
Polystachya shega är en orkidéart som beskrevs av Friedrich Fritz Wilhelm Ludwig Kraenzlin. Polystachya shega ingår i släktet Polystachya och familjen orkidéer. Inga underarter finns listade i Catalogue of Life.